# Herpotrichia australis
Herpotrichia australis är en svampart som beskrevs av S.K. Bose 1961. Herpotrichia australis ingår i släktet Herpotrichia, ordningen Pleosporales, klassen Dothideomycetes, divisionen sporsäcksvampar och riket svampar.   Inga underarter finns listade i Catalogue of Life.